# Francisco António, Príncipe da Beira
Francisco António Pio de Bragança (21 de Março de 1795 - 11 de Junho de 1801) foi o primeiro filho dos Reis de Portugal, D. João e D. Carlota Joaquina. Sendo o primeiro filho varão do casal, recebeu o título de príncipe da Beira. Contudo, D. Francisco António morreu ainda criança (com 6 anos de idade), herdando o trono, o seu irmão, o príncipe D. Pedro de Alcântara de Bragança.
Nasceu e morreu no Palácio Nacional de Queluz. Encontra-se sepultado no Panteão da Dinastia de Bragança.